# Choi Kyung-hwan
Choi Kyung-hwan (nascido em 27 de fevereiro de 1955) é um economista e político sul-coreano, que foi membro da Assembleia Nacional da Coreia do Sul no Partido Hannara. Ele representou a região de Gyeongsan-Cheongdo de Gyeongsangbuk-do. Choi prometeu trabalhar para a extensão da Linha 1 do Metrô de Daegu além das fronteiras de Daegu para Gyeongsan, e expandir o Instituto de Ciência e Tecnologia de Daegu Gyeongbuk. Choi foi o primeiro-ministro interino de 27 de abril de 2015 a 18 de junho de 2015, após a saída de Lee Wan-koo.

## Início da vida e educação
Nascido em Sincheon-dong de Gyeongsan, Choi se formou na Daegu High School em 1975. Ele obteve seu bacharelado em economia na Universidade Yonsei, passando no exame do serviço público enquanto estava matriculado para um quarto ano de estudo em 1979. Mais tarde, ele recebeu seu Ph.D. em economia na Universidade de Wisconsin-Madison, onde estudou de 1987 a 1991.

## Carreira
Seu trabalho em economia abriu várias oportunidades para Choi. Em 1995, foi investigador no Banco Europeu para a Reconstrução e o Desenvolvimento. Nas eleições presidenciais sul-coreanas de 2002, ele foi assessor especial em economia do então candidato presidencial Lee Hoi-chang.
Em 2018, ele foi preso por 5 anos por suborno.